# 浄土寺 (香川県三木町)
浄土寺（じょうどじ）は、香川県木田郡三木町にある真言宗善通寺派の寺院。本尊は阿弥陀如来。四国三十六不動霊場第33番の札所になっている。
- 御詠歌：もろびとの よろずのねがい 叶えんと 高木の里に 居ます明王

## 概要
承平6年（937年）9月、現在地の北東に明海上人が和爾賀波神社の別当寺として建立した。不動堂の上に立つ巨大な不動明王立像は雷不動尊と称し、雨をもたらし落雷除けの霊力がある。本堂の阿弥陀三尊は鎌倉時代の仏師・快慶の作といわれる。

## 伽藍

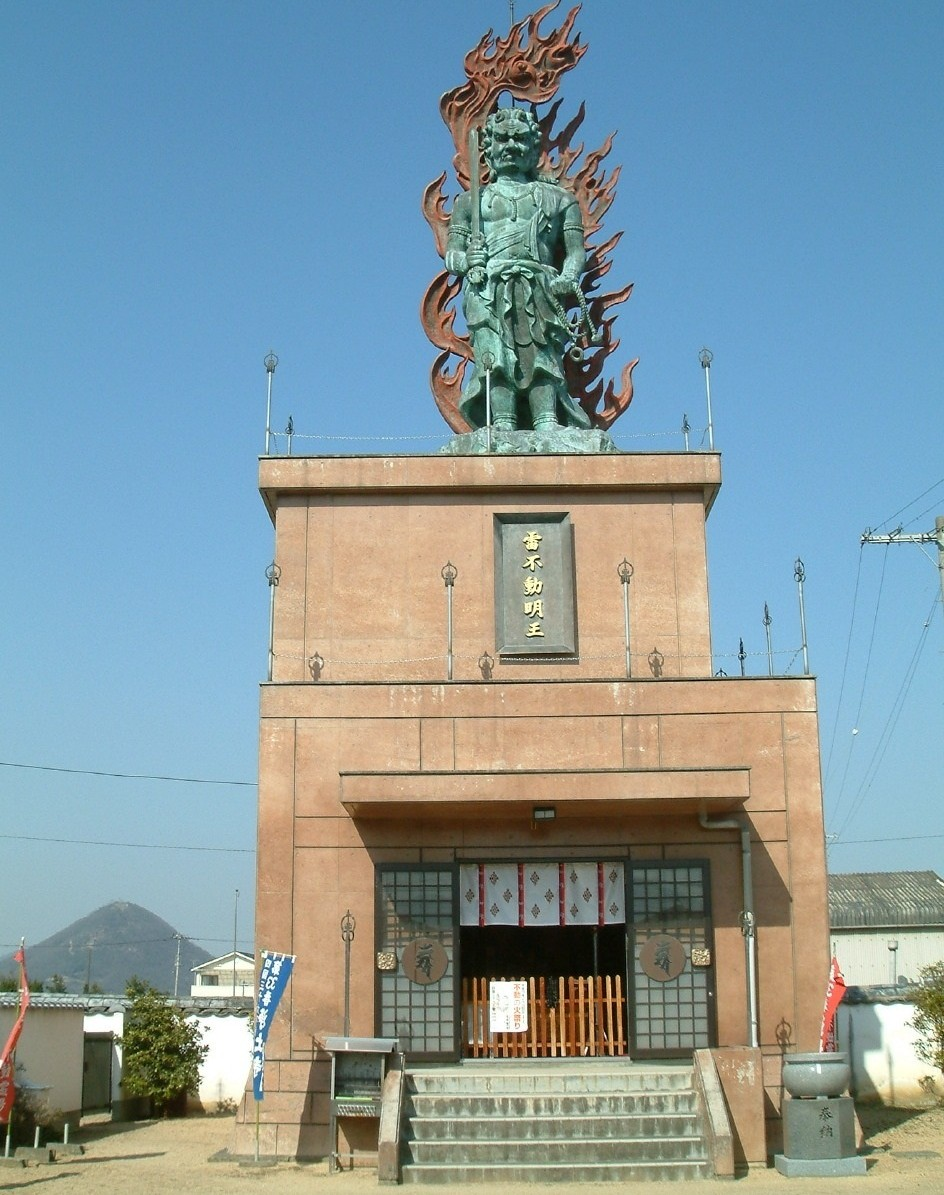
不動堂

- 山門
- 本堂
- 不動堂
- 釈迦堂：十六羅漢像
- 天満大自在天神（祠）
- 秋葉山大権現（祠）
- 鐘楼堂
- 庫裡

## 交通アクセス
鉄道
- 高松琴平電鉄・長尾線・公文明駅より約2.2km

駐車場
- 東側の通用門から入ると不動堂の前に数台駐車できる。

## 前後の札所
四国三十六不動霊場
32番 天福寺 --(16km)-- 33番 浄土寺 --(8km)-- 34番 繁昌院